# Проба Поппельрейтера

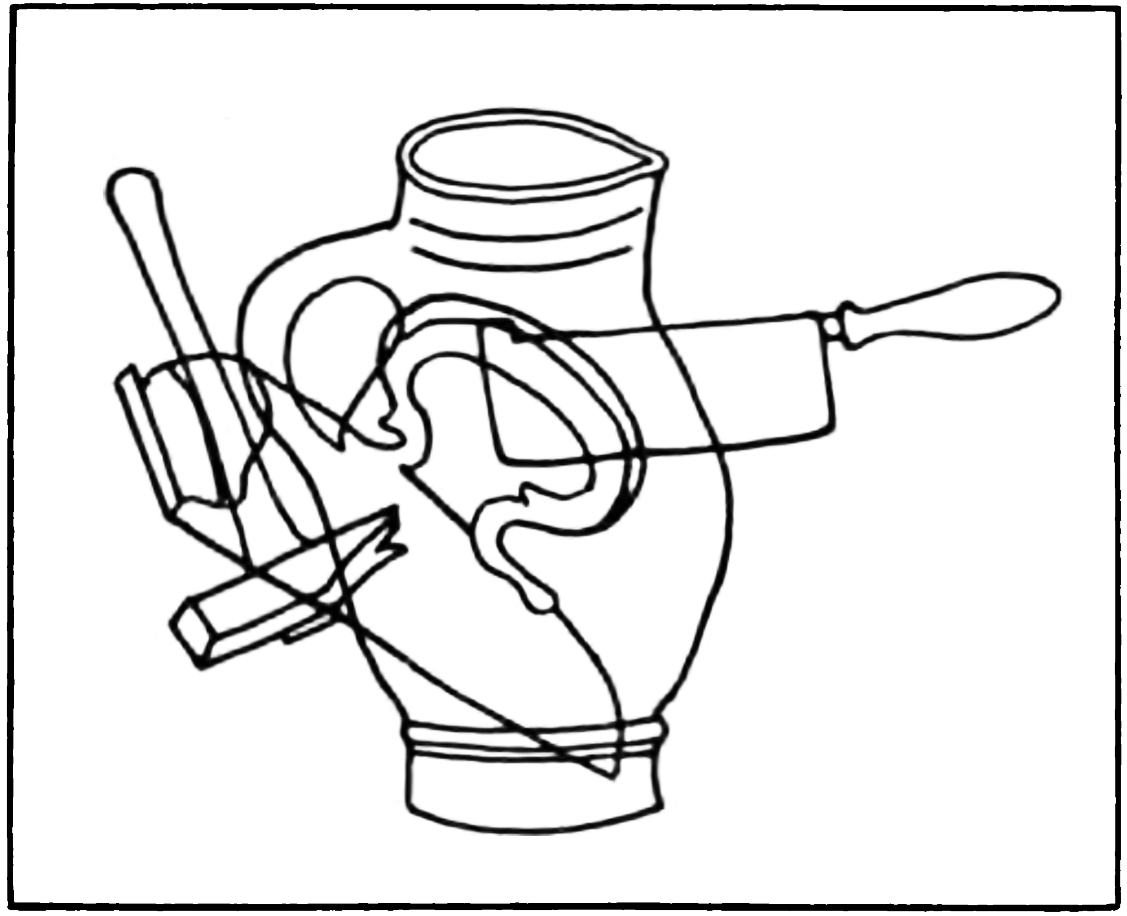
Пример фигур Поппельрейтера

Проба Поппельрейтера — нейропсихологическая методика для выявления зрительной агнозии.

## Создание методики
Методика была разработана немецким психологом и неврологом Вальтером Поппельрейтером в 1917 году для работы с военными, получившими черепно-мозговые травмы во время Первой мировой войны.

## Описание и локализация исследуемого нарушения
Нарушение зрительного гнозиса, а именно предметная агнозия — невозможность правильного распознавания предмета при правильном детальном опознании, локализуется во вторичных 18 и 19 полях правого и левого полушарий головного мозга. Проявляется в замедленной идентификации, фрагментарности, ложном узнавании предмета.

## Методика
Проба Поппельрейтера направлена на распознавание контурных, перечеркнутых, наложенных друг на друга, перевёрнутых изображений. При совмещении 3, 4, 5 контуров здоровый видит контуры всех объектов, больной — путаницу линий. Зрительное восприятие предмета затрудняется необходимостью абстрагироваться от посторонних элементов, каждый из которых сам может идентифицироваться как предмет. Инструкция свободная, обычно звучит следующим образом: «Сейчас вы увидите контуры предметов, которые наложены друг на друга. Здесь специально нарисовали предметы, чтобы они налезали один на другой, и Ваша задача разобраться, какие предметы вы видите». Считается, что при оптимальном выполнении испытуемый должен начинать опознание группы фигур с самой большой фигуры, а также испытуемому не следует переходить к опознанию фигур другой группы, если опознание предыдущей не завершено.

## Достоинства и недостатки методики
Проба Поппельрейтера активно используется в настоящее время и является одной из самых валидных методик для решения топико-диагностических задач диагностики зрительных нарушений. Недостатком в применении этой пробы могут стать когнитивные нарушения, слабое зрение, качество предъявляемых стимулов, что должно быть учтено нейропсихологом для корректной классификации нарушения.

## Дальнейшее развитие методики
Помимо классического применения для выявления зрительных агнозий в нейропсихологической диагностике, проба Поппельрейтера используется также для диагностики деменции.